# Arne Elsholtz
Arne Elsholtz (1944. – 2016), njemački glumac i sinkronizator
U Njemačkoj slavni sinkronizator stranih filmova i serija specifičnog glasa, rođen 1944. Pošto je njegov otac bio redatelj sinkronizacije Peter Elsholtz dobio je šansu već s 19 godina posuditi svoj glas te čak i sam povremeno voditi režiju sinkronizacije na njemački, poput kod filma "E.T.". Glumačko obrazovanje završio je kod Marlise Ludwig u Berlinu.
Povremeno je i glumio u kazalištu, ali se osim glasa rijetko pjavljuje u javnosti. Ima jednu kćerku, Sissi, koja je povremeno također radila u poslu sinkronizacije. Posudio glasove za sinkronizaciju raznih glumaca, kao što su (Tom Hanks, Bill Murray, Eric Idle,Jeff Goldblum i drugi).

## Vanjske poveznice
- Imdb.com
- stimmgerecht.de  Arhivirana inačica izvorne stranice od 2. svibnja 2006. (Wayback Machine) Glasovna proba